# 邓东皋
邓东皋（1935年—2007年10月21日），祖籍广东连州，生于广东顺德，中国数学家。
邓东皋1953年自连州中学考入北京大学数学系，1957年本科毕业并留校任教。邓东皋在北京大学任教超过三十年，1978年至1981年、1982年至1984年两度出任中共北京大学数学系党总支书记，1983年至1987年担任北京大学数学系主任。1991年，邓东皋调往中山大学，并于次年10月出任中山大学数学系主任、数学与计算科学学院院长，任职至2000年2月。
邓东皋曾在中山大学主讲实变函数、数学分析。与在中山大學的同事尹小玲合著了《数学分析简明教程》，由高等教育出版社出版。
2007年10月21日，邓东皋因肺癌逝世。
邓东皋因为业余时间“乐乒乓、乐围棋、乐喝酒”而自称“邓三乐”。